# Roger Vaultier
Pour les articles homonymes, voir Vaultier.
Roger Vaultier (1908-1960) est un écrivain français régionaliste appartenant à une vieille famille du Cotentin. Il est l'auteur de nombreux ouvrages sur le vin et la gastronomie.

## Publications
- Le folklore pendant la Guerre de cent ans : d'après les lettres de rémission du Trésor des chartes, Paris, Librairie Guénégaud,, 1965, XXIV-249 p. (présentation en ligne), [présentation en ligne].
- Chronologie anecdotique du vignoble français d'après les documents recueillis par Pierre Andrieu et Roger Vaultier, Maurice Ponsot, Paris, 1944. C'est l'histoire des vignes françaises des origines à nos jours avec de nombreuses anecdotes.
- Chansons bachiques des provinces de France, illustrations de Van Rompaey. Maurice Ponsot, Paris, 1945. Anthologie de chansons à boire qui composent le folklore bachique des provinces françaises. Elles sont accompagnées de notes historiques, biographiques et régionalistes. Les chansons sont classées par province.
- Le vin et les médecins à travers les âges. Illustrations de Van Rompaey. Maurice Ponsot, Paris, 1946.
- Chasseurs et gourmets ou l'art d'accommoder le gibier (préface de Curnonsky). Paris, Crepin-Leblond, 1951. Un des meilleurs recueils de recettes pour amateurs de gibier. Reproduction de documents anciens dans le texte.

« Tayaut ! Tayaut ! Voici, plumes et poils, un des meilleurs recueils de recettes pour cuisiner le gibier: 32 bêtes à plumes ou parmi les gastronomiquement corrects canards, cailles, bécasses, gélinottes, ortolans et autres sarcelles on peut cependant hésiter devant les corbeaux, vanneaux, geais et pies.- Dans le poil aussi signalons quelques bizarreries: les blaireaux, loirs, loutres, loups (dont on peut dissimuler la chair dans les bouchées à la reine) et autres gibiers d'aventure viennent semer l'effroi parmi les lièvres à la royale, les filets mignons de sanglier à la sauce Robert et garennes à la Marengo.- Suivent des recettes de sauces, fonds et fumets. »

Ce livre est souvent cité comme le meilleur et le plus complet des recueils de cuisine cynégétique.
- Comment accommoder le brochet, Crépin Leblond, Paris, 1960. Nombreuses recettes pour apprécier à sa juste valeur le "requin de nos rivières" dont la pêche est particulièrement attrayante. Suivi de conseils sur le choix des vins.